# Cikar
Cikar (německy Cikar) je základní sídelní jednotka, součást města Kardašova Řečice v okrese Jindřichův Hradec v Jihočeském kraji. Nachází se u břehu rybníka Popelov, asi 3,5 km jihozápadně od Kardašovy Řečice a asi 16 km severozápadně od centra Jindřichova Hradce. V roce 2021 zde žilo 26 obyvatel v deseti domech.
V Cikaru je registrováno 14 čísel popisných (bez samoty Vilémka). Protéká tudy říčka Řečice. Nachází se zde velké množství rybníků (bezejmenný západně od Slavíčku, Dubný, Krajinů, Malá Ochoz, Popelov, Slavíček, Trávný, Zemanka, Zemanů). V první polovině 16. století zde byl postaven mlýn, který drželi mlynáři Cvikarové, od nichž byl název Cikar (poprvé zmiňovaný roku 1722) odvozen. Mlýn je poprvé zmiňován roku 1554, po roce 1698 zde byl založen poplužní dvůr. Dnes se zde nachází turistický přístřešek a občerstvení, zdejší rybník Popelov je vyhledávaný pro sportovní rybolov.